# Seilh
Seilh is een gemeente in het Franse departement Haute-Garonne in de regio Occitanie. De plaats maakt deel uit van het arrondissement Toulouse. Seilh telde op 1 januari 2022 3.311 inwoners.

## Geografie
De oppervlakte van Seilh bedroeg op 1 januari 2022 6,16 vierkante kilometer; de bevolkingsdichtheid was toen 537,5 inwoners per km².

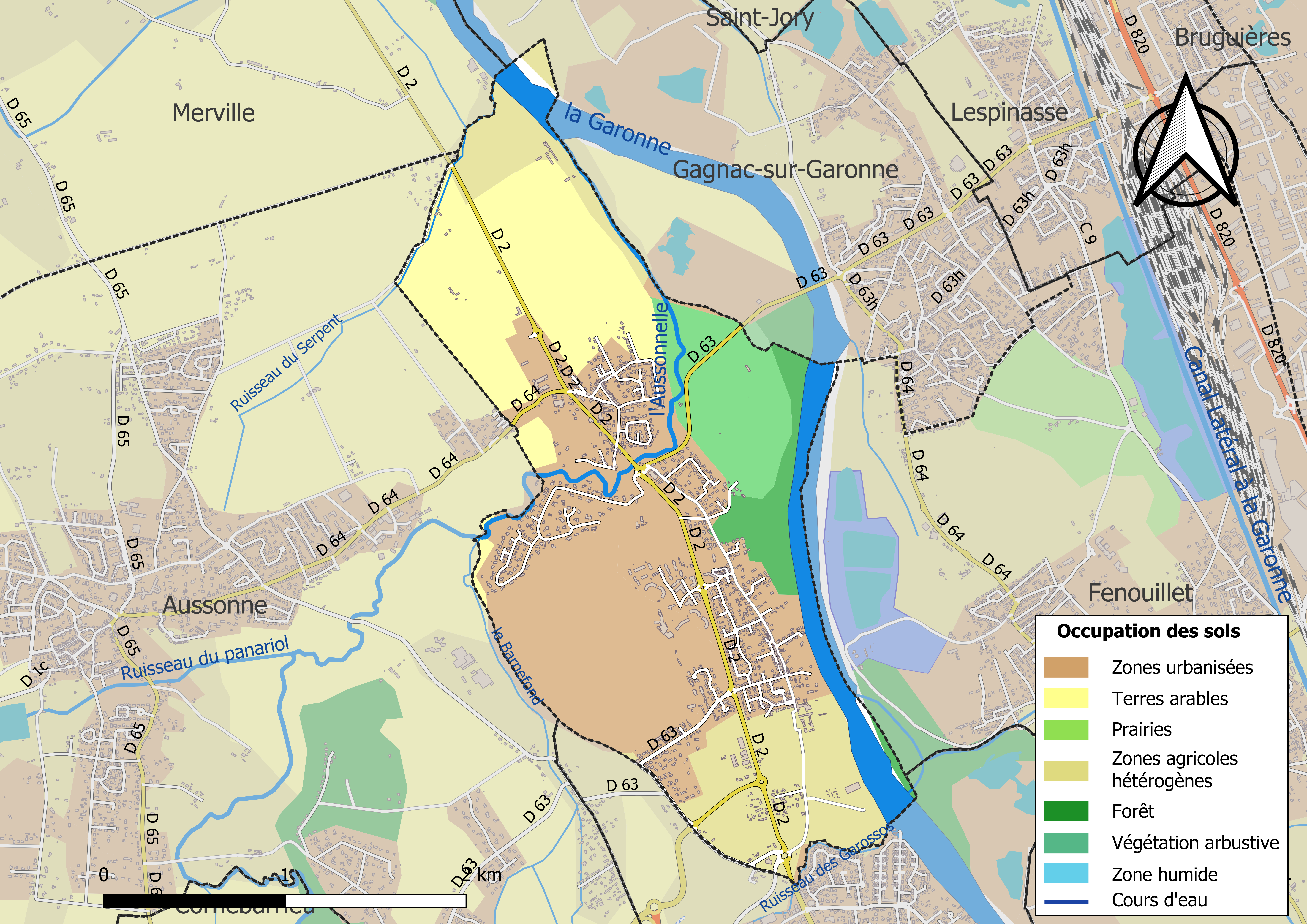
Kaart van de gemeente met belangrijkste infrastructuur, bodemgebruik en omliggende gemeenten

## Demografie
De figuur toont het verloop van het inwonertal (bron: INSEE-tellingen).